# Protásio Alves
Protásio Alves är en kommun i Brasilien.   Den ligger i delstaten Rio Grande do Sul, i den södra delen av landet, 1 500 km söder om huvudstaden Brasília. Antalet invånare är 2 000.
I omgivningarna runt Protásio Alves växer huvudsakligen savannskog. Runt Protásio Alves är det glesbefolkat, med 9 invånare per kvadratkilometer.